# Sínodo de Roma (963)
O Sínodo de Roma (963) foi um sínodo possivelmente não-canônico realizado na Basílica de São Pedro de 6 de novembro a 4 de dezembro de 963, sob a autoridade do Sacro Imperador Romano, Otão I, para depor o Papa João XII. Os eventos do sínodo foram registrados por Liuprando de Cremona. 

## Contexto
O papa João XII foi um de uma longa linhagem de papas eleitos no período chamado pelo historiador da Igreja, Cardeal Baronius, o Saeculum Obscurum ("a Idade das Trevas") do Papado, quando a Santa Sé foi dominada por duas cortesãs da família dos Condes de Tusculum, Teodora e Marozia. Estas duas cortesãs governaram efetivamente a Roma papal e os Estados papais e dominaram as eleições papais assegurando que apenas os seus amantes, família e aliados eram eleitos papas. 
Marozia, nascida Maria e também conhecida como Mariuccia ou Mariozza (c. 890 - 937), era uma nobre romana que era a suposta amante do papa Sérgio III e recebeu os títulos sem precedentes senatrix ("senatoress") e patricia de Roma pelo papa João X. 
Edward Gibbon escreveu que a "influência de duas prostitutas irmãs, Marozia e Teodora, se baseava em sua riqueza e beleza, em suas intrigas políticas e amorosas: os mais árduos de seus amantes foram recompensados com a tiara romana, e seu reinado pode ter sugerido idades mais escuras a fábula de um papa feminino. O filho bastardo, dois netos, dois bisnetos e um bisneto de Marozia - uma genealogia rara - estavam sentados na cadeira de São Pedro." 
O papa João XII era seu neto. A partir dessa descrição, o termo "pornocracia" tornou-se associado ao regime efetivo em Roma de Teodora e Marozia, por meio de seus substitutos masculinos. 
Marozia nasceu por volta de 890. Ela era filha do cônsul romano Teófilo, conde de Tusculum e de Teodora, o verdadeiro poder em Roma, que Liutprand de Cremona caracterizou como uma "prostituta sem vergonha...[que] exercia o poder sobre os cidadãos romanos como um homem".
O papa João XII, imitando, também levou uma vida vergonhosa e corrupta, segundo Liutprand de Cremona, que registra que ele "transformou a corte papal em um bordel". Segundo Liutprand, o papa João XII acabou sendo assassinado pelo marido de sua amante em flagranto delicto. 
O papa João foi advertido repetidamente sobre seu mau uso corrupto do poder papal e sua má conduta do papado pelo Santo Imperador Romano, Otto I, o Grande, que ameaçou trazer seu exército para Roma de Frankfurt, então a sede imperial, e corrigir a situação. 
Em meados de 963, o papa João XII estava em comunicação com o imperador Otto sobre as preocupações do imperador com o pontificado de João e a interferência do papa no conflito entre Otto e Berengário II, rei da Itália. Quando Otto soube que João havia permitido que o filho de Berengário, Adalberto, entrasse em Roma, ele marchou para a cidade. Depois de defender Roma e levar Otto de volta ao rio Tibre, João fugiu da cidade e refugiou-se em Tivoli. Otto então entrou em Roma em 2 de novembro de 963. Depois de recordar ao clero e à nobreza que não lhes era canonicamente permitido ordenar, ou mesmo eleger, um papa sem o consentimento imperial, e de os obrigar a renovar esse juramento, em 6 de novembro de 963, Otto convocou um sínodo em São Pedro para tratar da irregularidade do Papa João XII e da sua má conduta do papado.
Foi o pré-rogativo especial do Imperador Romano para convocar, estabelecer a agenda e presidir aos Concílios da Igreja e os primeiros oito Concílios Ecumênicos da Igreja foram assim convocados e presididos pelo Imperador Romano. Assim, a pretensão de Otto de convocar um Sínodo para lidar com a crise foi inteiramente legal e canônica. A verdadeira questão, subsequentemente, para os teólogos não era o seu direito de convocar um Sínodo, mas se um tal Sínodo poderia declarar um papa autoproposto ao crime sozinho ou se, como mais tarde os Doutores da Igreja sustentaram, a autoproposição deveria surgir da heresia. Há consenso entre os Doutores de que um Papa pode ser declarado auto-deposto por heresia, mas se pode ser declarado auto-deposto apenas por crime é uma questão em aberto. O Sínodo de Roma de 963 declarou que o Papa João XII se autodepôs pelo crime. 

## Atos do Sínodo
Depois de convocar o Sínodo, Otto nomeou João, o Bispo de Narni e João, o Cardeal-Diácono para atuar como acusadores do papa, enquanto Liutprando de Cremona, o secretário do imperador, respondeu aos romanos em nome do imperador. 
Em primeiro lugar, o Papa João XII foi chamado a se apresentar perante o concílio. Como ele não estava presente, o imperador Otto declarou: “Parece-nos que as acusações devem ser apresentadas uma a uma; então o que devemos fazer pode ser decidido por concílios comuns.”
Nesse ponto, João de Narni declarou que tinha visto o papa João XII ordenar um diácono num estábulo, e fora dos tempos designados. Outro cardeal-sacerdote testemunhou que o tinha visto celebrar a Missa sem comunicar. Outros acusaram-no de homicídio e perjúrio, de sacrilégio, de incesto com membros da sua própria família, incluindo as suas irmãs. Acusaram-no de simonia, de consagrar uma criança de dez anos como bispo de Todi, de converter o Palácio de Latrão num bordel, de uma vida maioritariamente passada a caçar, de mandar mutilar injustamente os homens, de fogo posto e de usar armadura e treino para a guerra e a batalha. Finalmente, declararam que ele bebeu um brinde ao Diabo, e enquanto jogava aos dados invocou o nome de Júpiter, Vénus e outros deuses pagãos.
O Sínodo então redigiu uma carta a João XII, detalhando as acusações contra ele e pedindo que ele viesse a Roma para responder às acusações. A carta prometeu que nada seria feito que fosse contrário ao direito canônico. João respondeu ameaçando excomungar qualquer pessoa envolvida em criar um novo papa enquanto ele ainda vivia. O Sínodo se reuniu novamente em 22 de novembro e redigiu uma nova carta ao papa, declarando que se ele não se apresentasse ao Sínodo, ele próprio seria excomungado. Mas os portadores desta carta não conseguiram localizar João XII que havia se escondido. 
De acordo com a lei canônica, um bispo acusado deve ser convocado três vezes; o Imperador satisfez-se com duas citações. Por conseguinte, a 4 de dezembro, o Sínodo reuniu-se pela última vez. Na ausência de João XII (que aparentemente caçava nas colinas catanianas), o imperador recitou a acusação de que o papa era um criminoso e um traidor. Voltou-se então para o Sínodo e anunciou: "Agora que o santo Sínodo pronuncie o que decide sobre o assunto". O Sínodo respondeu declarando "Por isso, imploramos a Vossa Alteza Imperial que afaste da Santa Igreja Romana este monstro, não redimido dos seus vícios por qualquer virtude, e que permita que outro seja colocado no seu lugar, que possa merecer pelo exemplo de uma boa conversa para nos presidir". Otão propôs então Leão o Protonotário como possível sucessor de João XII, e, como nenhum outro candidato foi apresentado, o Sínodo votou e o elegeu. O Sínodo foi então fechado pelo Imperador. 

## Status canônico do sínodo
O Sínodo de Roma 963 foi, em todos os aspectos, conduzido de acordo com a lei canônica. As tentativas de chamá-lo de "julgamento experimental" não têm fundamento e baseiam-se em uma falsa compreensão do poder imperial que, desde os primeiros dias da Igreja, desde os dias do imperador Teodósio, possuía o poder, reconhecido pelos papas por séculos, convocar e presidir os concílios da Igreja. Isso, por sua vez, havia sido encapsulado em termos teológicos pelos ensinamentos do papa Gelásio I sobre as "Duas espadas" ou Dyarchy, expostos em sua carta Famuli vestrae pietatis, também conhecida pelo mnemônico latino Duo sunt ("existem dois "), escrito em 494 ao imperador bizantino Anastácio I Dicoro. Isso estabeleceu, em termos gerais, os limites do poder dos papas e imperadores. 
Menos ainda, o Sínodo pode ser simplesmente descartado como uma manobra política do imperador, pois os historiadores secularistas e protestantes tendem a fazer não apenas as intervenções imperiais, mas também os atos de papas e bispos. O Imperador Otão e o Sínodo de Roma salvaram a Igreja e o Papado de um papa corrupto e, de fato, de uma longa fila de papas corruptos. O papa sucessor, escolhido pelo Sínodo, o Papa Leão VIII é reconhecido pela Igreja como um papa válido. 
A validade do Sínodo continua a ser debatida sobre a questão do auto-depoimento papal por crime. No entanto, o auto-depósito papal por heresia é comumente reconhecido pelos médicos da Igreja, como São Robert Bellarmine e Santo Afonso Liguori. 
Alguns ainda afirmam ignorantemente que um leigo não poderia convocar o Sínodo, mas apenas um bispo que, se verdadeiro, invalidaria os oito primeiros Concílios Ecumênicos da Igreja, entre outros, todos reunidos e presididos pelo imperador, não pelo papa. 
Também se afirma que não foi concedida ao Papa João XII uma defesa, mas essa afirmação também falha, uma vez que lhe foram dadas três oportunidades para participar no Sínodo e arrogantemente recusou-se até a reconhecer que havia um problema, preferindo, em vez disso, ir caçar nas colinas catanianas. 
Sugere-se também que a eleição de um leigo para o Papado foi ilegal, mas isso também é insustentável, uma vez que foi feita mais de uma vez validamente e o candidato foi simplesmente ordenado antes da coroação. Leão foi ordenado às Santas Ordens de Porter, Lector, Acólito, Subdiácono, Diácono e Sacerdote por Sico, o cardeal-bispo de Óstia, que então procedeu à sua consagração como Bispo a 6 de dezembro de 963. Estas ordenações foram todas canônicas. Ele foi então consagrado Papa em forma própria. 
Não surpreende que os atos do Sínodo tenham sido condenados em um novo sínodo realizado no ano seguinte, uma vez que, depois que o imperador Otão deixou Roma para retornar a Frankfurt com seu exército, o papa João XII, com seus demais apoiadores, voltou a Roma, derrubou o papa Leão VIII, excomungou todos os envolvidos no Sínodo, ordenando que muitos deles fossem mutilados, e o papa João XII realizou seu próprio sínodo para declarar inválidos os atos do sínodo. No entanto, como ele não era mais o papa verdadeiro e válido, seus atos e o novo sínodo eram, portanto, inválidos. Pouco tempo depois, o papa João XII morreu em 14 de maio de 964, aos 27 anos, aparentemente da maneira descrita por Liutprand, de Cremona. 
Alguns, no entanto, continuam argumentando que alguns dos atos do Sínodo eram inválidos.

## Composição do Sínodo
Presentes junto com o Sacro Imperador Romano estavam os seguintes prelados:

### Itália
- O diácono Rodalph, representando o patriarca de Aquileia, a mais alta autoridade eclesiástica no Ocidente depois do papa.
- Walpert, Arcebispo de Milão
- Pedro IV, arcebispo de Ravena
- Huberto, Bispo de Parma
- Liuprando, bispo de Cremona
- Sico, bispo de Ostia
- Teófilo, Bispo de Praeneste
- Bento, Bispo de Silva Porto
- Giovanni, bispo de Sabina
- Leão I, Bispo de Velletri-Segni
- O Bispo de Albano
- O bispo de Silva Candida
- O Bispo do Gabium
- O Bispo do Fórum Claudii
- O Bispo de Bleda
- O Bispo de Nepi
- O bispo de Cere
- O Bispo de Tibur
- O Bispo de Alatri
- O Bispo de Anagni
- O Bispo de Treviso
- O Bispo de Ferentino
- O Bispo de Norma
- O Bispo de Veroli
- O Bispo de Sutri
- O Bispo de Narni
- O Bispo de Gallese
- O Bispo de Falerii
- O Bispo de Orta
- O Bispo de Terracina

### Alemanha e Francia Ocidental
- Adaldag, Arcebispo de Hamburgo-Bremen
- Landward, Bispo de Minden
- Otgar, Bispo de Speyer

### Cardeais-sacerdotes
Havia 13 cardeais padres que compareceram ao sínodo, um dos quais foi o futuro Papa Bento V. Um número desconhecido fugiu com o papa João XII. Suas igrejas titulares eram: 
- Santa Balbina
- Basílica de Sant'Anastasia al Palatino
- São Lorenzo em Damaso
- São Crisogono
- Santa Susana
- Santo Equitius
- Santo Pammachius
- São Calixto
- Santa Cecília em Trastevere
- São Lorenzo em Lucina
- São Sisto Vecchio
- Santo Quattro Coronati
- Santa Sabina

### Outros participantes
Presentes estavam todos os oficiais da corte papal, além de diáconos, Regionário, notários e o Primicério do Schola cantorum . Também estavam presentes uma reunião de nobres romanos, alinhados ao partido imperial. Estes incluíam: 
- Stephen, filho de João, o Superista
- Demétrio, filho de Meliosus
- Crescêncio do cavalo de mármore
- Giovanni de Mizina
- Stefáno de Imiza
- Teodoro de Rufina
- Giovanni de Primicerio
- Leão de Cazunuli
- Pietro de Cannapara
- Bento e seu filho Bulgamin

Os plebeus romanos foram representados pelos chefes da milícia romana, liderados por Peter Imperiola. O próprio imperador também foi acompanhado por vários duques e condes da Alemanha e da Itália. 